# Porche

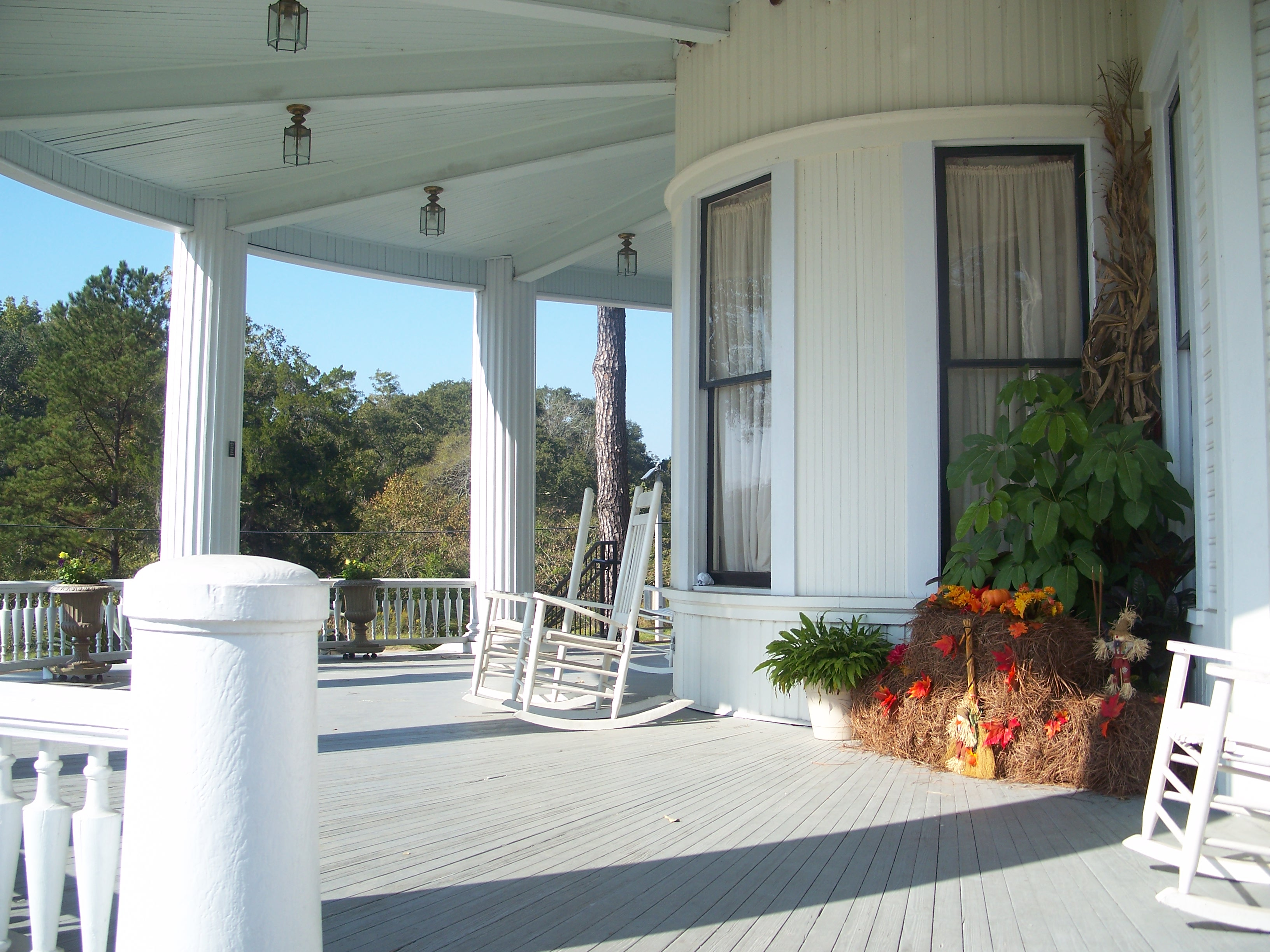
Porche en una vivienda en Marianna, Florida.

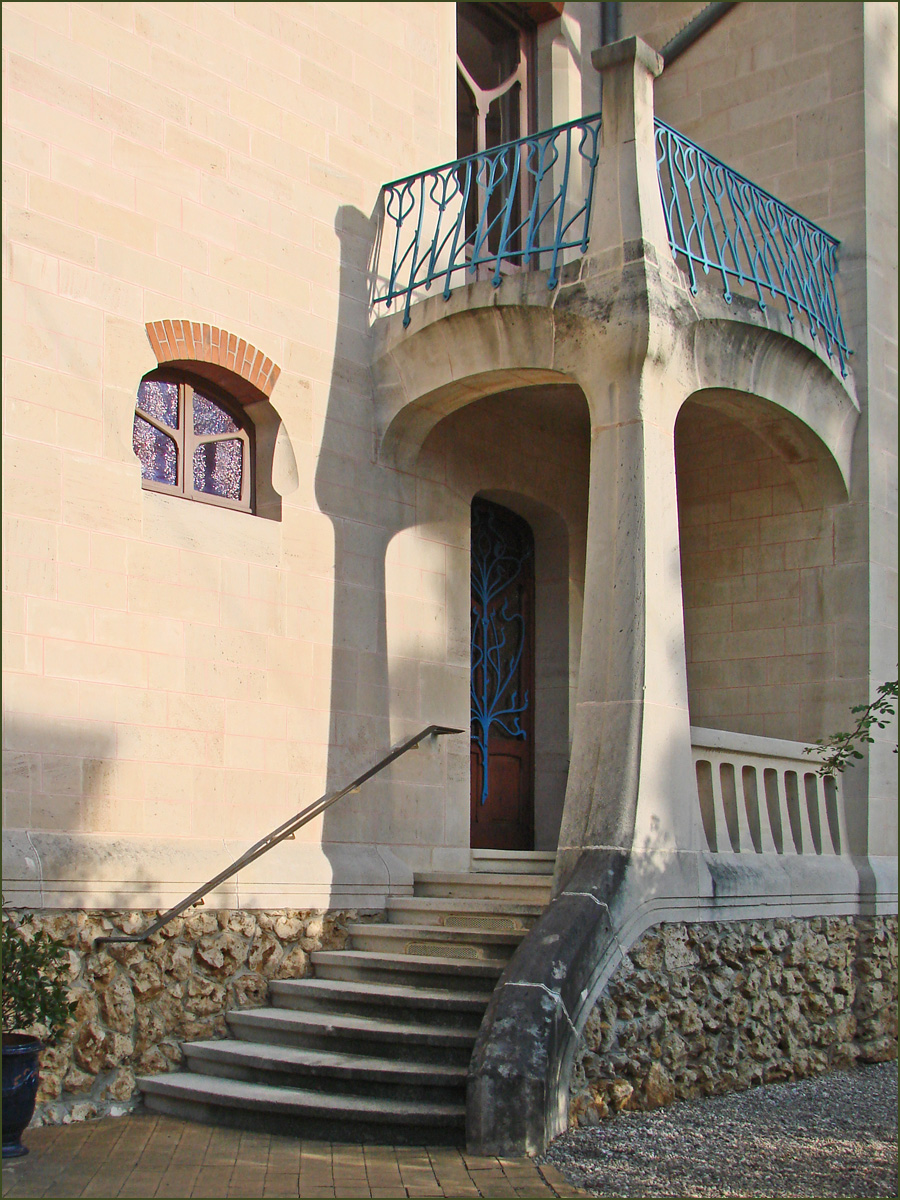
Porche de entrada a una casa Art nouveau, en Nancy, Francia.

El porche es aquel espacio arquitectónico abierto lateralmente y cerrado por la parte superior, adosado a una construcción. Quedan situados al lado del núcleo principal del edificio, en contraposición a un soportal que queda incluido dentro (debajo) del edificio. Pueden ser anteriores, situándose inmediatamente antes del recibidor, y también posteriores o laterales, como zona de estancia anexa a las salas de descanso interiores. Los porches son comúnmente utilizados en las viviendas, sin embargo, es también común observarlos en los edificios públicos, privados y gubernamentales.
Como antesala de las entradas a los edificios, y aunque habitualmente el término «logia» sigue siendo el utilizado para espacios pequeños a modo de galería, el vocablo «porche» ha reemplazado casi por completo a la «logia» para todas las demás acepciones. La diferencia entre los pórticos y los porches reside en que los últimos son en general más pequeños y pueden tener una extensión variable, además de que en ocasiones su ubicación varía de las fachadas y es dispuesta además en jardines o patios.
Los porches son espacios techados, en los que circula libremente el aire y están cercados en su parte posterior por la edificación a la cual son correspondientes, aunque esta separación puede ser incluso un ventanal. Al ser techados, el soporte superior lo brindan columnas o pilares que normalmente están situados en la parte abierta del espacio. A mayores escalas, los porches pueden rodear edificaciones completas o plazas o patios interiores rodeando el perímetro de los edificios.
Puede considerarse los porches como el remanente del templo in antis griego, al ser dos o más columnas las que separaban la pronaos o vestíbulo del espacio exterior. A partir de ese momento los porches pueden ser observados como elementos comunes en muchos estilos y épocas: neoclásico, colonial y campestre con mucha frecuencia. 